# Dominique Arban
Pour les articles homonymes, voir Arban (homonymie).
 (novembre 2023).
Dominique Arban, parfois Dominique Arnaud, de son vrai nom Nathalie Huttner, née le 13 octobre 1903 à Moscou et morte le 24 juin 1991 à Paris 7e,, est une journaliste, critique littéraire et femme de lettres française.

## Biographie
Nathalie Huttner, dite "Natacha" est née à Moscou le 13 octobre 1903 au sein d'une famille juive. À l'été 1914, la famille, en vacances en France, se retrouve coincée par la fermeture des frontières, conséquence du déclenchement de la Première Guerre mondiale.
Sa famille conservera à jamais une nostalgie de la Russie, mais Natacha décide de s'intégrer de son mieux lors de sa scolarité. La famille s'est installée à Ville d'Avray et Natacha se retrouve camarade de classe de la fille du scientifique Jean Rostand, lui-même fils de l’écrivain Edmond Rostand.  
Dans l'entre-deux guerres, elle est secrétaire de direction à La Revue universelle, dirigé par Henri Massis avec qui elle a une liaison. Thierry Maulnier et Robert Brasillach sont ses amis et complices (ils déclament ensemble du Racine). La guerre arrive, et avec elle les premières lois antisémites, mais Nathalie refuse d'aller chercher son étoile jaune à la préfecture. Elle passe une partie de l'Occupation dans une soupente, hébergée par des gens qu'elle ne connaît pas, et s'engage dans un réseau de résistance.
À la libération, elle devient critique littéraire. Albert Camus lui confie la page littéraire de « Combat ». Dans les années qui suivent, elle publiera également de nombreux articles dans Le Figaro. Quand Elsa Triolet reçoit le prix Goncourt pour Le premier accroc, elle va l’interviewer à son domicile, débutant ainsi une liaison avec le couple qui ne finira qu'à la mort d'Elsa et de Louis Aragon. 
Son entretien avec André Breton a été publié en livre dans un ouvrage collectif d'entretiens. 
Lorsque Gallimard entreprend de publier la correspondance entre André Gide et Paul Claudel, un problème se pose : Claudel prétend avoir "perdu"  un nombre important de lettres de Gide. Celui-ci obtient qu'en compensation entre les deux parties de l'ouvrage soit publié son entretien avec Dominique Arban (qui a gardé comme nom de femme de lettres son dernier pseudonyme de l'époque de l'Occupation).
Elle travaille avec Camus à une adaptation théâtrale des Frères Karamazov, mise en scène par Jean-Louis Barrault, avec Laurent Terzieff, mais le décès de Camus en 1960 met fin à l'aventure. Cela deviendra en 1969 un téléfilm dirigé par Marcel Bluwal, avec José-Maria Flotats.
Elle entre à France Culture comme productrice d'une émission ("Etranger mon ami") consacré aux littératures étrangères.
En 1966 elle découvre Jacques Brel à la radio, va le voir plusieurs fois lors de sa tournée d'adieux, c'est son plus grand choc émotionnel après Dostoïevski. Elle lui consacre une heure d'entretiens sur France Culture. 
Ses amis, inquiets pour sa sécurité de l'emploi, lui suggèrent d'entrer au C.N.R.S. Elle publie, sous la direction de Bachelard, une thèse de doctorat consacrée aux lectures de jeunesse de Dostoïevski[réf. nécessaire]. Mais le CNRS exige qu'elle rompe avec ses autres activités. Elle conservera son émission de France Culture mais constatera que sa disparition de la presse écrite l'isolera.
À la fin de sa vie, Monique Nemer qui, étudiante, avait tapé son mémoire de thèse, ainsi qu'Hector Bianciotti, la pressent d'écrire ses mémoires.
Elle meurt chez elle, le 24 juin 1991.
Dominique Arban a reçu le prix Langlois de l’Académie française en 1950 pour la traduction de la correspondance de Dostoïevski et le grand prix Poncetton pour l'ensemble de son œuvre en 1991.

## Publications
- 1962 : Dominique Arban, Dostoïevski par lui-même, Paris, Le Seuil, coll. « Écrivains de toujours » (no 57), 192 p. (BNF 32905261)